# Lycée des arts et métiers de Rio de Janeiro
Le lycée des arts et métiers de Rio de Janeiro est une école professionnelle brésilienne, actuellement installée à Rua Frederico Silva, nº 86, à Rio de Janeiro, Brésil.

## Fondation
Elle est fondée en 1856 par le commandant Francisco Joaquim Béthencourt da Silva sous les auspices de la Société de propagation des beaux-arts, afin de diffuser l'enseignement des beaux-arts appliqués à l'artisanat et à l'industrie, et s'adressant surtout aux hommes libres de la classe ouvrière, avec le but de développer une société industrielle. Les femmes ne sont admises qu'en 1881. C'est la première école brésilienne à adopter l'enseignement du soir.
À la mort de son fondateur, en 1911, Bethencourt Filho prend la tête de l'institution jusqu'en 1928. Dans son administration, des ateliers graphiques, des ateliers de dorure, de reliure et de gravure sont créés. Son patrimoine s'est développé avec l'incorporation de nouveaux terrains et l'agrandissement de ses espaces pour s'établir sur une superficie de 5 000 m2 sur l'ancienne avenue Central.
Parmi ses plus anciens professeurs, on compte : Agostinho José da Mota, Luigi Stallone, Manuel Antônio de Almeida, François-René Moreaux, qui en fut son premier directeur, Costa Miranda, Victor Meirelles, Francisco Antônio Néri, José Maria de Medeiros, Pedro Peres, Oscar Pereira da Silva, Carlos Oswald et Carlos de Laet.